# Cherta
Cherta (oficialmente en catalán: Xerta) es una villa y un municipio español de la provincia de Tarragona, en la comunidad autónoma de Cataluña. El término municipal, ubicado en la comarca del Bajo Ebro, tiene una población de 1156 habitantes (INE 2024).

## Geografía
La villa se encuentra asentada en un pronunciado meandro, en la margen derecha del río Ebro, 12 km río arriba de la ciudad de Tortosa.

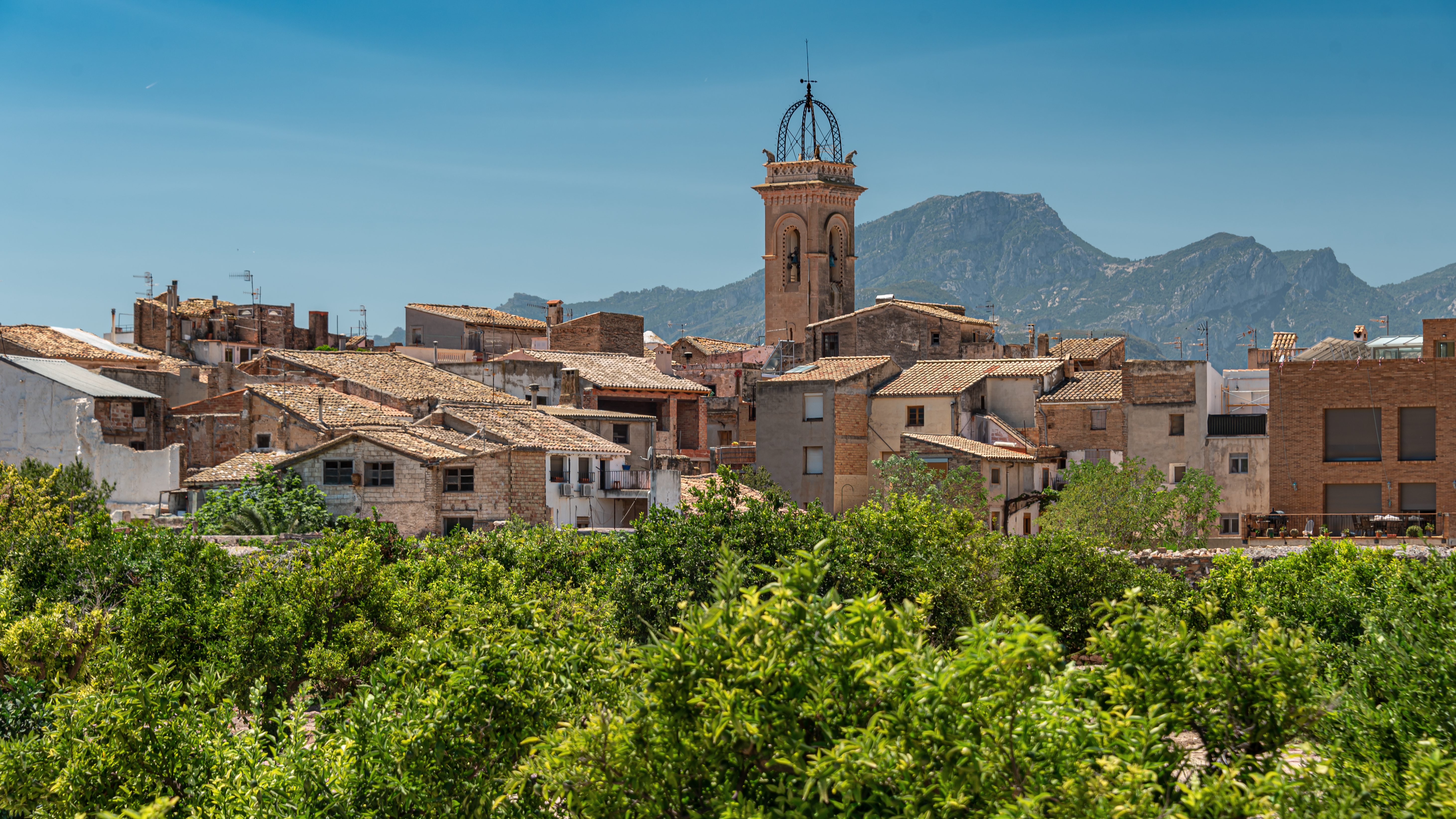
Vista de Cherta

El término municipal tiene una extensión de 33,55 km². El río Ebro hace de límite oriental con los municipios de Tivenys y Benifallet. Al oeste, el término es accidentado, y allí se encuentran los últimos contrafuertes orientales del sistema Ibérico. De norte a sur, linda en el "coll del Musso", con Pauls, "els colls d'en Gràcia" y el "Tossal de la Cova del Bou", que lo divide con Alfara, al oeste. Al sur coincide en un tramo con el barranco de la Conca y después gira en diagonal hacia el norte, por la derecha y cerca del barranco del Llop, con Aldover. Los dos barrancos que cruzan el término son "els Ullals de la Vall" o de las Fuentes de Pauls y la Valle Orega.

## Historia
Durante muchos años el municipio llegó a contar con una estación de ferrocarril propia que pertenecía al trazado del ferrocarril del Val de Zafán, inaugurado en su totalidad en 1942. El trazado estaba previsto que llegase hasta San Carlos de la Rápita, en el mar Mediterráneo, pero las vías nunca pasaron de Tortosa. La línea, cuya construcción fue compleja y se alargó durante varias décadas, terminaría siendo clausurada en 1973 debido al escaso tráfico que movía.

## Geografía humana

### Demografía
Cuenta con una población de 1156 habitantes (INE 2024).
| Gráfica de evolución demográfica de Cherta entre 1842 y 2021 |
| |
| Población de derecho según los censos de población del INE Población de hecho según los censos de población del INEEn estos censos se denominaba Cherta: 1842, 1857, 1860, 1877, 1887, 1897, 1900, 1910, 1920, 1930, 1940, 1950, 1960 y 1970 |

### Evolución de la deuda viva
El concepto de deuda viva contempla solo las deudas con cajas y bancos relativas a créditos financieros, valores de renta fija y préstamos o créditos transferidos a terceros, excluyéndose, por tanto, la deuda comercial.
| Gráfica de evolución de la deuda viva del ayuntamiento entre 2008 y 2014                             |
| |
| Deuda viva del ayuntamiento en miles de Euros según datos del Ministerio de Hacienda y Ad. Públicas. |

La deuda viva municipal por habitante en 2014 ascendía a 480,64 €.

### Comunicaciones
Cherta tiene una comunicación con Tortosa y Mora de Ebro, a través de la carretera comarcal (C-12), también bautizada con el nombre de Eje del Ebro, y la autopista del Mediterráneo. Desde el pueblo de Cherta salen caminos que se enfilan hacia los puertos de Tortosa- Beseit: les Collades de Baró, les Taraioles y el Pedregal Negre.

## Administración y política
| Periodo   | Nombre                                                               | Partido   |
| --------- | -------------------------------------------------------------------- | --------- |
| 1979-1983 | Joan Sabaté i Sancho                                                 | CiU       |
| 1983-1987 | Joan Sabaté i Sancho                                                 | CiU       |
| 1987-1991 | Josep Lluís Lleixà                                                   | CiU       |
| 1991-1995 | Jordi Serral Maureso                                                 | PSC       |
| 1995-1999 | Roser Caballería Ayala (1995-96) / Guillem Blanch Pachan (1996-99)   | CiU / EIX |
| 1999-2003 | Roser Caballería Ayala                                               | CiU       |
| 2003-2007 | Roser Caballería Ayala                                               | CiU       |
| 2007-2011 | Moisés Fabra Serral (2007-2009) / Lino Bertran Morell (2009-2011)    | PSC / ERC |
| 2011-2015 | Moisés Fabra Serral (2011-2014) / Roser Caballería Ayala (2014-2015) | PSC / CiU |
| 2015-2019 | Roger Aviñó i Martí                                                  | MpX       |
| 2019-2023 | Roger Aviñó i Martí                                                  | MpX       |
| 2023-act. | Roger Aviñó i Martí                                                  | MpX       |

## Monumentos y lugares de interés

### El azud de Cherta
El azud de Cherta es un importante monumento de ingeniería hidráulica declarado Bien Cultural de Interés Nacional por la Generalidad de Cataluña en la categoría de monumento histórico. Se encuentra a unos tres kilómetros río arriba de la villa. Se trata de una presa construida en diagonal de orilla a orilla del río Ebro a lo largo de unos 375 metros. Su principal función es elevar una parte del agua del río para desviarla hacia los canales de regadío de la derecha y de la izquierda del Ebro, que nacen en los dos extremos del azud. 

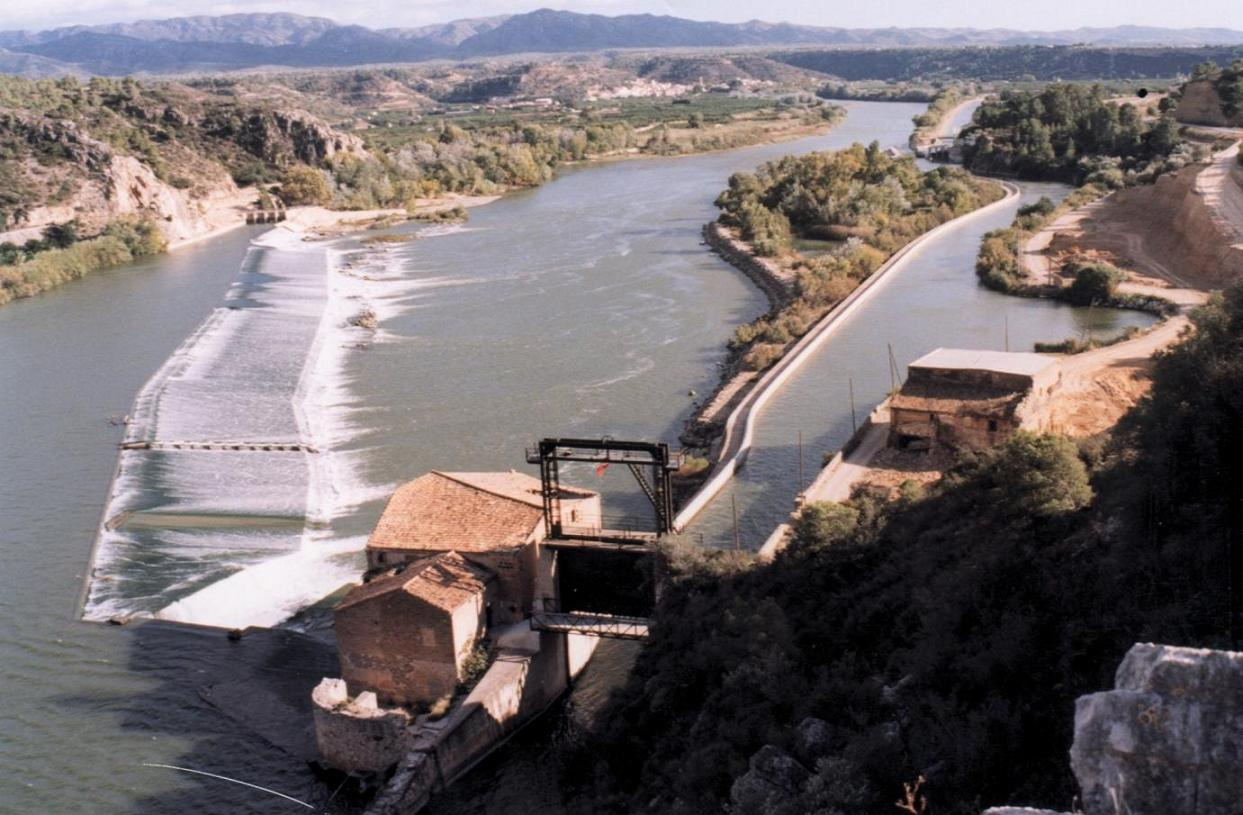
El azud de Cherta

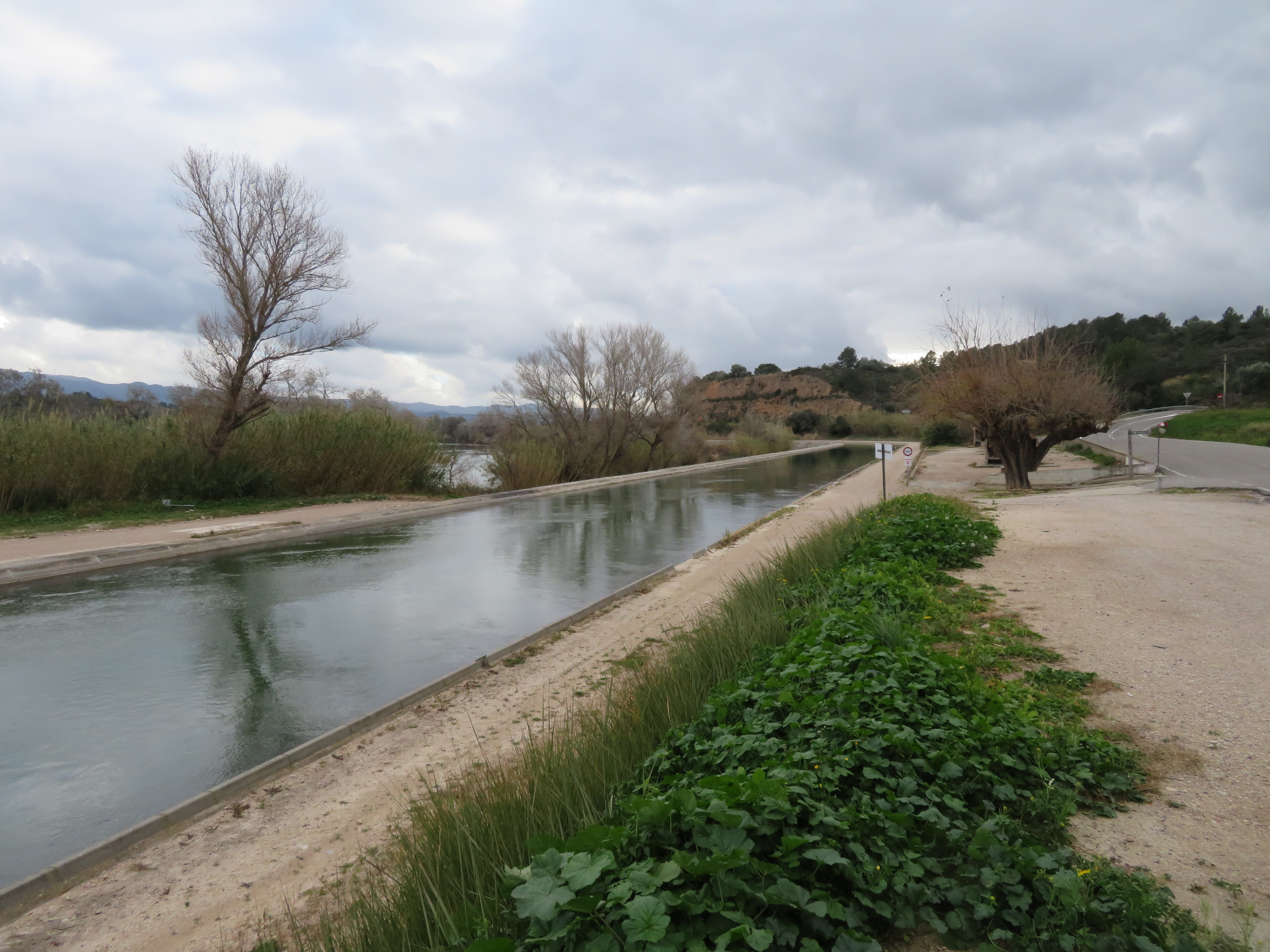
Canal de riego de la Derecha del Ebro

A partir de 1440 se tienen noticias más ciertas del sitio del azud. Inicialmente se tenía previsto que sirviera para desviar el agua del Ebro para dos canales. Esto no se consiguió hasta cuatrocientos años después. El canal de la derecha fue inaugurado el año 1857 y el de la izquierda el año 1912. A medianos de siglo XIX, con la construcción del canal del margen derecho, se le dio al azud la imagen que tiene en la actualidad en una intervención que hizo Jules Carvallo, quien trabajaba para la Real Compañía de Canalización y Riegos del Ebro. Entre 1855 y 1857, al principio del canal de la derecha se construyó una esclusa para facilitar la navegación por el río, principalmente de mercancías.
Al margen derecho destaca el antiguo molino harinero ubicado encima de la presa, de estilo renacentista, construido por la ciudad de Tortosa en el año 1575. Para su funcionamiento utilizaba el sistema de regolfo. El edificio representa una de las escasas construcciones industriales renacentistas conservadas en Cataluña. A inicios del siglo XX se instaló una central eléctrica en el molino, siendo modernizada en 1918, suministrando electricidad para el propio municipio. Recientemente han surgido movimientos populares para salvaguardar este monumento histórico. 
En la actualidad se ha instalado una nueva central hidroeléctrica que ha provocado un gran impacto visual en todo el sitio del azud.

### Iglesia de la Asunción y San Martín

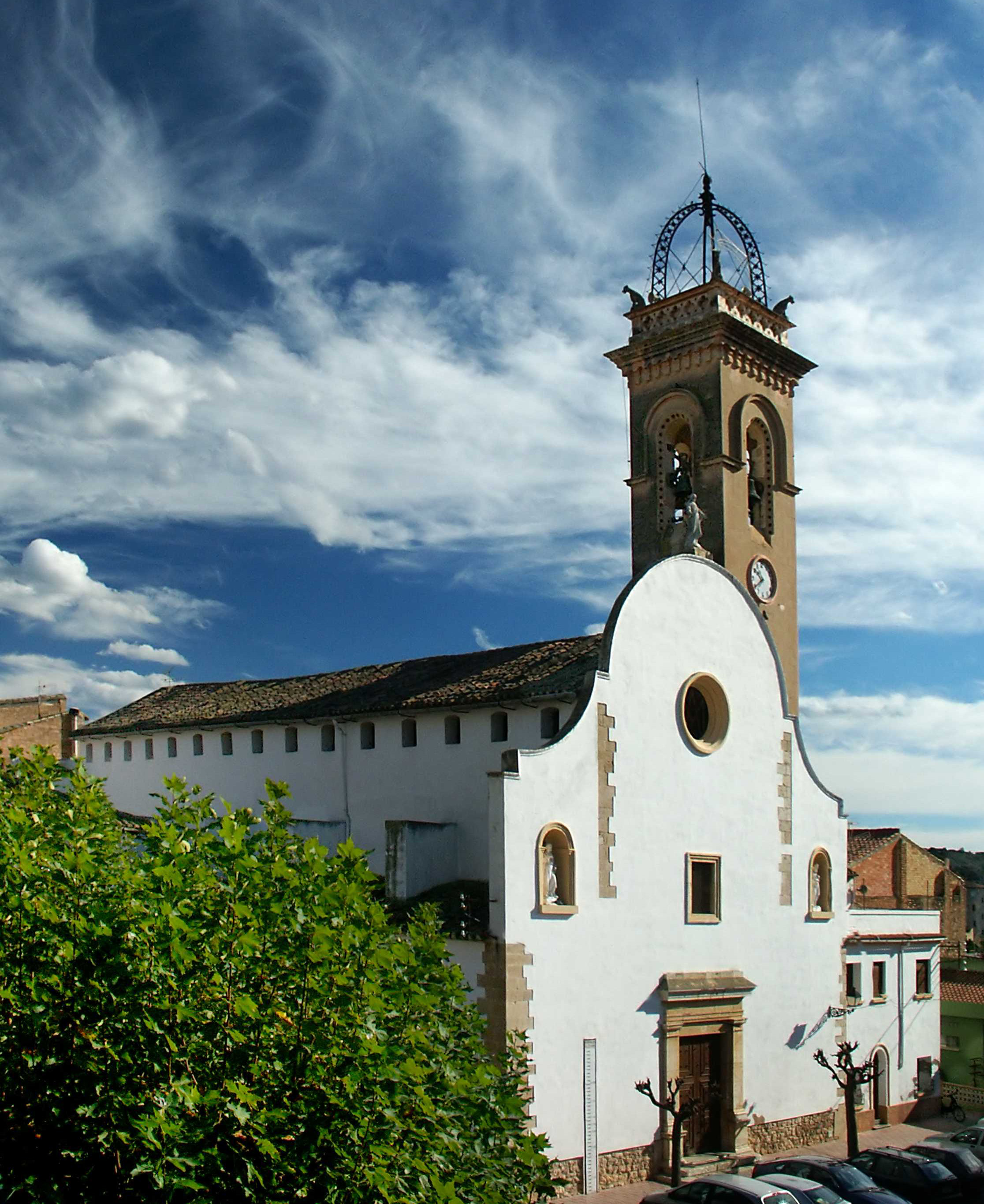
Fachada de la iglesia de Cherta.

El primer templo de Cherta fue fundado el año 1325. El edificio actual se comenzó a construir como una ampliación de la primitiva iglesia el año 1580 y se terminó el 1690, tal como indican unas inscripciones que se encuentran en la fachada lateral de la calle de Santa Ana. La consagración del templo fue llevada a cabo por el obispo de Barcelona e hijo ilustre de la villa don Joan Sentís y Sunyer el año 1628 en una estada que hizo en el pueblo. Contiene dos cuerpos, la nave central con ocho capillas laterales (dos dan paso al segundo cuerpo) y la capilla del santísimo, una pequeña iglesia con un importante cimborrio. En esta capilla se cree que se encontraba la primitiva construcción. En la nave central encontramos el altar mayor, dedicado a la Virgen de la Asunción, imagen que figura en el centro del retablo principal. La cubierta está formada por vueltas de crucero unidad con llaves, en una aparece el escudo de la villa, el naranjo. Encima de la puerta principal que da a la plaza Mayor está el coro donde antes de la Guerra Civil había un magnífico órgano de tubos. A la izquierda de la nave central destaca la capilla de San Martín, con un altar con el santo montado a caballo y al fondo una pintura al fresco, hecha por Pere Falco el 1981, que representa la riada grande de 1787, cuando se proclamó a San Martín como patrono de la villa. 
El campanario actual de estilo neorrománico y coronado por cuatro esculturas de perros, una en cada esquina y un pararrayos modernista, fue reconstruido el año 1910 con la generosa contribución del chertolino ausente Fernando Martí. La anterior construcción databa del siglo XVI. 
En la fachada principal del edificio destaca el limógrafo de azulejos que señala las avenidas del Ebro más importantes que ha sufrido la población. La más grande superó los 10 metros y sucedió el año 1787.

### Casas señoriales

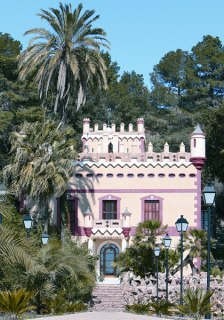
La torre o Villa Retiro

En la calle Mayor se conservan restos y las portaladas de la casa y la capilla del obispo Sentís (siglo XVI-XVII).
La burguesía del pueblo también dejó unos edificios dignos de admirar, con elementos típicos de la época de su construcción. Los más bien conservados son casa Ravanals, casa Ceremines, casa Navarro y casa Pau, datadas de los siglos XVIII-XIX. En las afueras de la población se encuentra “la Torre” o Villa Retiro, edificio de estilo modernista-colonial, la obra data de finales de siglo XIX y su arquitecto fue Josep Fontseré, maestro de Gaudí.

### Los molinos
A lo largo de la acequia que conduce el agua de las Fuentes de Paüls a la villa, fueron surgiendo con el paso de los siglos, diferentes molinos que aprovechaban la fuerza del agua para moler harina y regaliz. Los más importantes fueron los que formaban parte de la llamada fábrica de los tres molinos escalonados, ubicados en el último tramo de la acequia de las Fuentes:
- El molino de arriba (de Dalt), construido en 1600, importante por su entorno, que se encuentra anexo a la balsa de Dalt, construcción de época medieval.

- El molino del medio (del Mig), construido a principios del siglo XVIII. Actualmente se encuentra en ruinas.

- El molino de abajo (de Baix), cuyo edificio principal data del siglo XV y es de estilo gótico. Conserva numerosos elementos arquitectónicos de la época como es el caso del arco apuntado. También destaca un edificio anexo al conjunto de finales del siglo XIX y que servía de morada a los propietarios.

### Museos

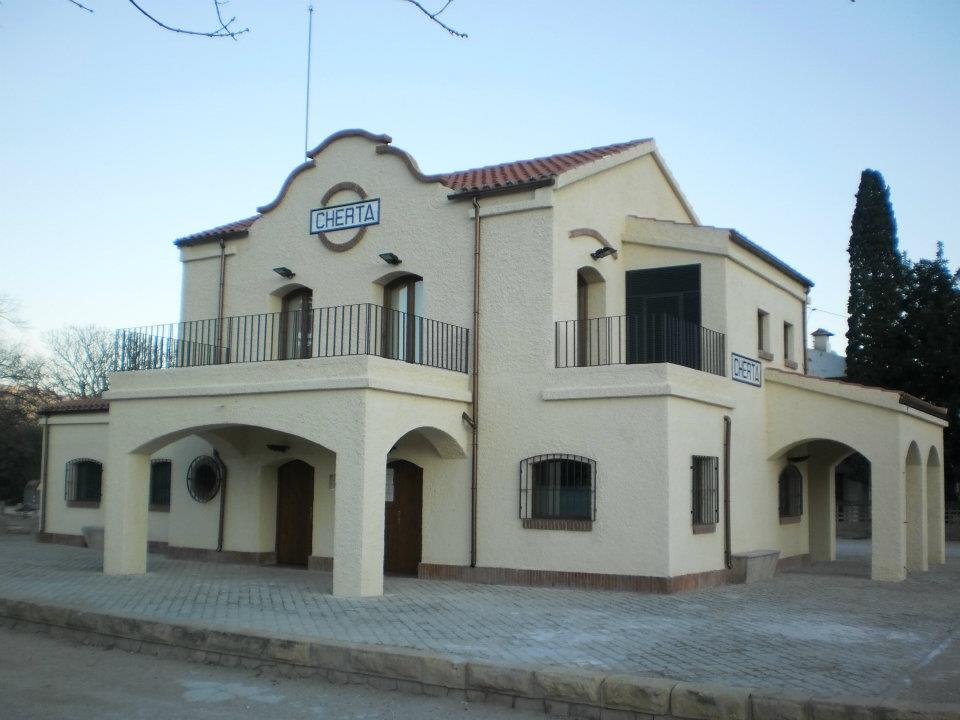
Antigua estación de Cherta, actual centro de interpretación

- Museo de herramientas de la payesía.
- Centro de interpretación de Cherta. Ubicado en el antiguo edificio de la estación del ferrocarril del Val de Zafán, su temática trata sobre Cherta y el agua.

## Hermanamientos

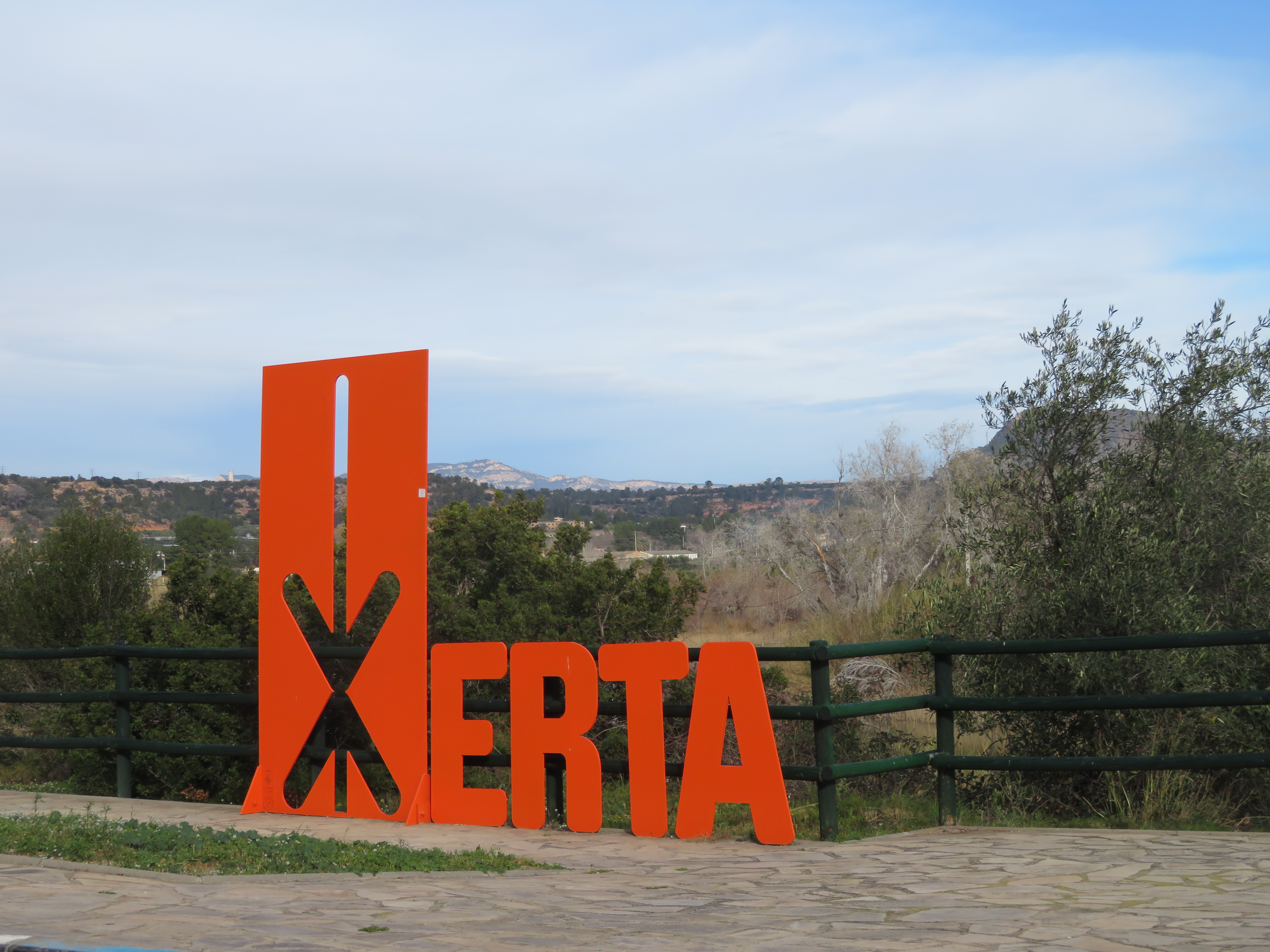
Bienvenida de Xerta

Cherta mantiene una relación de hermanamiento con:
- Coronel Charlone (Argentina), 2008; localidad fundada en 1908 por el chertolino Fernando Martí.